# Boguniewo
Boguniewo is een plaats in het Poolse district  Obornicki, woiwodschap Groot-Polen. De plaats maakt deel uit van de gemeente Rogoźno en telt 248 inwoners.